# JR貨物UH6A形コンテナ
UH6A形とは、1989年に登場した、日本貨物鉄道（JR貨物）輸送用として同社に籍を編入している12 ft級 5 t積私有コンテナ（ホッパコンテナ）である。
形式の数字部位 「 6 」は、コンテナの容積を元に決定される。このコンテナ容積6 m3の算出は、厳密には端数四捨五入計算の為に、内容積5.5 m3 - 6.4 m3の間に属するコンテナが対象となる。
また形式末尾のアルファベット一桁部位 「 A 」は、コンテナの使用用途（主たる目的）が 「 普通品の輸送 」を表す記号として付与されている。
1989年3月より製造された。なお、他形式の様に複数の番台区分は無く、0番台からの連続登録である。

## 0番台
1 - 100
日本石油輸送が所有し、日本通運が借り受けている。積荷は上限となる5 t積みで、総重量は6.6 tであった。1989年3月 - 5月に全数が日本車輌で落成した。鐘紡防府工場で生産されたポリエステル樹脂ペレットを、防府貨物駅 - 八王子駅間で輸送していた。積み込みは、コンテナ屋根上の積み込み穴にホースを接続し、積み降ろしはダンプ仕様の8 t級の配達車に積載したままダンプアップして、後部妻壁下部の排出穴にホースを接続して荷役をしていた。また積荷の比重が重い事で、積載容積が少ないゆえにコンテナの高さが低めになっているので、外観が特異な姿となっている。
101 - 120
前記と同じ仕様の追加分として、1990年7月 - 9月に全数が日本車輌で落成した。

## 外部サイト
個人画像サイト『コンテナの絵本』内、UH6
| スタブアイコン | サブスタブ | この項目は、まだ閲覧者の調べものの参照としては役立たない、鉄道に関連した書きかけの項目です。この項目を加筆・訂正などしてくださる協力者を求めています（P:鉄道/PJ:鉄道）。 |